# Efekt Rungego
Efekt Rungego (od nazwiska Carla Rungego, niemieckiego matematyka) – pogorszenie jakości interpolacji wielomianowej, mimo zwiększenia liczby jej węzłów. Początkowo ze wzrostem liczby węzłów n przybliżenie poprawia się, jednak po dalszym wzroście n, zaczyna się pogarszać, co jest szczególnie widoczne na końcach przedziałów.
Takie zachowanie się wielomianu interpolującego jest zjawiskiem typowym dla interpolacji za pomocą wielomianów wysokich stopni przy stałych odległościach węzłów. Występuje ono również, jeśli interpolowana funkcja jest nieciągła albo odbiega znacząco od funkcji gładkiej.
Ponieważ zgodnie z twierdzeniem Weierstrassa istnieje ciąg interpolujących wielomianów coraz wyższych stopni, które przybliżają jednostajnie funkcje ciągłą, można uważać to za paradoks, iż efekt Rungego ma dokładnie odwrotny wynik. Jest to spowodowane nałożeniem warunku na równoodległość węzłów.
Aby uniknąć tego efektu, stosuje się interpolację z węzłami coraz gęściej upakowanymi na krańcach przedziału interpolacji. Np. węzłami interpolacji n-punktowej wielomianowej powinny być miejsca zerowe wielomianu Czebyszewa n-tego stopnia.